# The Jezabels
The Jezabels es un grupo de un cuarteto de indie, el rock alternativo y la música disco pop australiana son un grupo musical que se formó en 2007. Se componen de Nik Kaloper en la batería, Samuel Lockwood en la guitarra principal, Hayley Mary (también conocida como Hayley Frances McGlone) en la voz principal, y Heather Shannon en el piano y el teclado. Se han descrito su género como «intensindie». De 2009 a 2010, el grupo publicó una trilogía de extended play, The Man Is Dead, She's So Hard y Dark Storm todo producido y diseñado por Lachlan Mitchell. Dos de sus lanzamientos han alcanzado los ARIA Singles Chart Top 40: Dark Storm EP (octubre de 2010) y su sencillo «Endless Summer» (agosto de 2011). 
Lanzaron su álbum debut, Prisoner el 16 de septiembre de 2011. Alcanzó el número 2 en la lista ARIA Albums Chart y ganó como Mejor Lanzamiento Independiente en los premios ARIA Music Awards de 2012. Lanzaron su segundo álbum The Brink el 31 de enero de 2014.

## Historia
The Jezabels formado en 2007 después de que los cuatro miembros se reunieron como estudiantes en la Universidad de Sídney. Su música fue descrita por la estación de radio nacional de la juventud, Triple J, como una mezcla de rock alternativo, indie rock, y la música disco pop. la página de Facebook de The Jezabels describe su género como «intensindie». Hayley Mary (nacida Hayley Frances McGlone) y Heather Shannon había actuado juntos en Byron Bay. Samuel Lockwood también creció en Byron Bay. el nombre del grupo está basado en el personaje bíblico, Jezabel, que Mary percibe como «mal entendido o tergiversado» y la describió como «un ejemplo de cómo las mujeres son muy mal presentadas». Lockwood reconoció Mary y Shannon cuando los vio en la universidad y los invitó a unirse a una banda para una competición. El grupo está Nik Kaloper en la batería, Lockwood en la guitarra principal, Mary en la voz principal, y Shannon en el piano y el teclado.  Mary recordó «Fue una combinación de cuatro individuo desea reproducir música y tomar todas las oportunidades que encontramos. que pasó a ser el uno al otro... a partir de allí el proceso ha sido más o menos el de reconciliar las diferencias musicales. Pero nos estamos acercando».

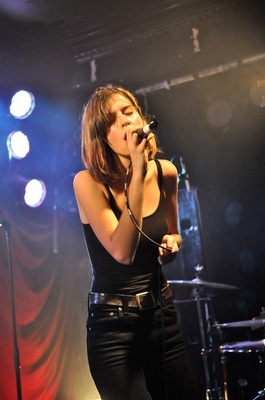
Hayley Mary actuando como la primera mujer en The Jezabels, 2009.

El 3 de febrero de 2009 El debut de extended play de The Jezabels, The Man Is Dead, fue lanzado de forma independiente a través de MGM Distribution. Fue grabado en Megaphon & Production Ave Studios y producido por The Jezabels y Lachlan Mitchell. La canción principal, «Disco Biscuit Love», se acredita a Shannon, McGlone, Lockwood y Kaloper. El 6 de noviembre de ese año siguieron con un segundo EP, She's So Hard, que incluyó los temas «Easy to Love» y «Hurt Me». Ambos recibieron airplay de radio significativa, incluyendo en FBi Radio de Sídney y Triple J. también fueron puestos al aire en Estados Unidos, donde en agosto, que debutó en el puesto número 114 en la parte superior CMJ 200 y alcanzó el número 96 para la canción «Disco Biscuit Love». el 22 de diciembre, fueron Triple J Unearthed como artista invitado y los describió como «[d]ramático, enérgico, inspirador, indie rock con un cantante de mando los hemos elegido para jugar el Día de Campo - ¡una gran manera de empezar el año nuevo!». Su EP She's So Hard fue la Nº 3 más añadido en college radio de Estados Unidos para el año 2009.
El 1 de octubre de 2010, The Jezabels lanzó el tercer EP de su trilogía, Dark Storm, que alcanzó su punto máximo en el top 40 de ARIA Singles Chart. Peter Vincent de The Age sentía «[e]l suyo es un sonido atemporal que es radio-friendly: voces femeninas de mal humor que se elevan sobre la percusión fuerte y la creación lenta guitarra y líneas de piano/teclado». una de las canciones, «Mace Spray», tiene letras que contienen «un elemento de sátira es divertido que alguien. llevaría aerosol maza ... pero también es muy triste».

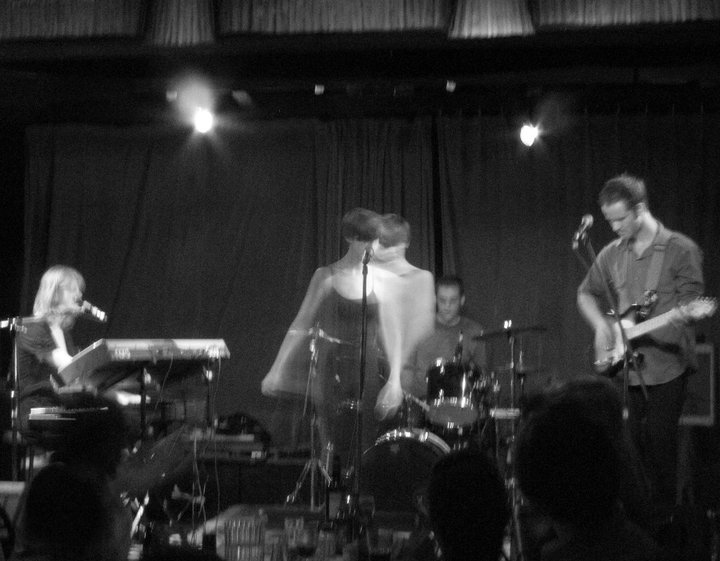
The Jezabels, presentando en Katoomba, 2010.

En agosto de 2011, su sencillo «Endless Summer» alcanzó su punto máximo en el top 40 de la ARIA Singles Chart y fue contado por Kaloper, Lockwood, McGlone, y Shannon. El 16 de septiembre de 2011 se lanzó su álbum debut Prisoner y alcanzó el número 2 en la lista ARIA Album Chart. fue grabado en Sídney Attic Studios con Mitchell está produciendo y mezclando con Peter Katis. Anna Moull de Vulture Magazine describió el álbum en sus comentarios: «una epopeya gótico dramático, con un toque de la energía interna de rock de los 80. la cantante de Jezabels Hayley Mary resume su sonido perfectamente como esque gótico (y) melodramático». Canalización de Kate Bush, Freddie Mercury y Cyndi Lauper, la voz de Mary son una fuerza a tener en cuenta».  el 31 de diciembre de 2011, el álbum fue certificado oro por ARIA para el envío de 35,000 unidades. «Endless Summer» se realizó por tanto Josh Pyke and Jack Vidgen. De ese mismo álbum, la canción "Peace of mind" fue utilizada en el último capítulo de la serie de TV The Killing. 
A finales de 2013, el Jezabels lanzó una canción titulada «The End» como el primer sencillo de su segundo álbum The Brink, que fue lanzado el 31 de enero de 2014.

## Miembros de la banda
- Nik Kaloper – batería, percusión
- Samuel Lockwood – guitarras
- Hayley Mary – voz principal
- Heather Shannon – teclados

## Discografía

### Álbumes
- Prisoner (2011) n.º 2 Australia[23]
- The Brink (2014) n.º 2 Australia[23]
- Synthia (2016) n.º 4 Australia[23]

### EP
- The Man Is Dead[12][13][14] (2009)
- She's So Hard (2009)
- Dark Storm (2010) n.º 40 Australia,[23][29] n.º 1 Australia iTunes Albums Chart (2010),[24] Australia: Oro[30]

### Sencillos
| Año  | Sencillo         | Posicionamiento en listas | Posicionamiento en listas | Álbum     |
| Año  | Sencillo         | AUS                       | AUS Indie                 | Álbum     |
| ---- | ---------------- | ------------------------- | ------------------------- | --------- |
| 2011 | «Endless Summer» | 39                        | –                         | Prisoner  |
| 2011 | «Trycolour»      | –                         | –                         | Prisoner  |
| 2012 | «Rosebud»        | –                         | –                         | Prisoner  |
| 2012 | «City Girl»      | 80                        | –                         | Prisoner  |
| 2013 | «The End»        | 81                        | 5                         | The Brink |